# GIUK gap
GIUK gap (fra engelsk: Greenland, Iceland, UK gap) er havområderne mellem Grønland, Island og nordlige deler af Storbritannien.  Udtrykket bruges i militær sammenhæng, og stammer fra tiden under anden verdenskrig.

## Resume
GIUK gap er en forkortelse af det engelske udtryk Greenland-Iceland-United-Kingdom-gap.Udtrykket benyttes ofte i militærstrategisk sammenhæng, og det dækker over det geografiske område mellem Grønland, Island og Storbritannien, der historisk har været en strategisk flaskehals for militære magter. Nutidigt bliver områdets strategiske betydning stadigt mere udtrykt af de dominerende politiske og militære aktører i området.

## Definition og geografi
Greenland-Iceland-United-Kingdom-gap (GIUK gap)[1] også kaldet GIUK-gapet på dansk er et geografisk område afgrænset af Grønland mod vest, Storbritannien (UK) mod øst og med Island i midten. Betegnelsen dækker normalvis over havområderne og/eller luftrummet i Nordatlanten, der netop er afgrænset af Grønland, Island og UK.

## Strategisk betydning
Betegnelsen anvendes i militære og politiske sammenhænge i relation til sømilitære eller luftmilitære operationer, strategierog doktriner.[2]
GIUK gap har, og forventes at få, stadig større strategisk betydning for de politiske aktører i området.[3] Dette skyldes grundlæggende, at GIUK gap er ”en strategisk flaskehals (red. på engelsk chokepoint) for russiske ubådes evne til at operere i Nordatlanten”[4]og dermed har området essentiel strategisk betydning for USA og NATO-alliancen i tilfælde af en krise - ligesom det havde det under den Kolde Krig.[5]

### Nuklear afskrækkelse
Russiske ubådes evne til at operere i Nordatlanten skal ses i kontekst af en mangeårig nuklear afskrækkelsesstrategi imellem USA og Rusland, der oprustningsmæssigt toppede under den Kolde Krig. De to landes fortsatte kapaciteter til nuklear afskrækkelse findes blandt andet i strategiske missilubåde, der er afhængige af at kunne operere i GIUK gap, for at have maksimalt militært råderum.[6]

### Øget militær aktivitet
Som følge af det øgede politiske og strategiske fokus på GIUK gap og Arktis generelt ses en øget militær øvelsesvirksomhed i området.[7] Disse øvelser spændender bredt i formål, fra træning af opgaver af mere civil karakter og støtte til lokalsamfund (f.eks. Search and RescueExercise (SAREX)) over militære sikkerhedsoperationer til træning af mere konventionel krigsførelse og beredskabsøvelser med henblik på at imødegå invasioner. De strategiske budskaber, som øvelsesaktiviteterne udsender spænder derfor også vidt fra at signalere øget samarbejde i mellem de Arktiske lande til at signalere evnen til at holde et højt militært beredskab på kort varsel.[8]  

### Kongeriget Danmarks Interesse i GIUK gap
I kraft af Kongeriget Danmarksgeografisk placering med Grønland som ydergrænse i GIUK gap og Danmark umiddelbart øst for området, så besidder Kongeriget Danmark et stort geografiske territorium med vigtig strategisk og geopolitisk betydning for dets nærmeste samarbejdspartnere i form af USA og mere generelt i NATO-alliancen. Dermed har Kongeriget Danmark et stort geopolitisk aktiv i form af Grønland, som der kan drages nytte af det transatlantiske samarbejde.[9]